# 2020년 해변 아시안 게임
2020년 해변 아시안 게임은 2021년 4월 2일부터 4월 10일까지 중화인민공화국의 싼야에서 열린 6번째 해변 아시안 게임이다. 원래는 2020년 11월 28일부터 2020년 12월 5일까지 열릴 예정이었으나 코로나19 범유행의 여파로 인하여 연기되었다.

## 같이 보기
- 2012년 해변 아시안 게임
- 2021년 청소년 아시안 게임